# Adrian Le Roy
Adrian Le Roy (Montreuil-sur-Mer, 1520 - París, 1598) fou un compositor francès del Renaixement.
Fou cantor de la capella d'Enric II i el 1550 establí a París una de les impremtes de música més cèlebres d'aquella època, servint-se dels caràcters que gravà i va fondre Guillem Le Be el 1540. S'associà després amb el seu cunyat Robert Ballard, i aquest, que tenia influencia en la cort, aconseguí pel seu soci el títol de seul imprimeur de la musique de la chambre, chapelle et menús plaisirs du roi.
Entre les obres que publicaren, hi figuren 20 llibres de Chansons nouvellement composées en musique à quatre parties, par bons et excel·lents musiciens, entre les que hi figuren algunes d'en Le Roy, com la titulada En un château, que es pot trobar en el llibre setè.
Aquest artista es dona a conèixer principalment per les dues obres els títols de les quals són: Instruction de partir tonte musique des huit diverses tons en tablature de luth (París, 1557), i Briefee et facile instruction pour apprendre la tablature, à bien acordar, conduiré et disposar la main sur la guiterne (París, 1578), la primera de les quals avui és molt rara. També se li deu a aquest autor un Livre d'airs de cour mis sur le luth (París, 1571) i ''Les amours de Rousard, mis em musique à quatre parties del provençal Jean de Maletti (1558).